# Coursetia caribaea
Coursetia caribaea là một loài thực vật có hoa trong họ Đậu. Loài này được (Jacq.) Lavin miêu tả khoa học đầu tiên.